# 인천영어마을

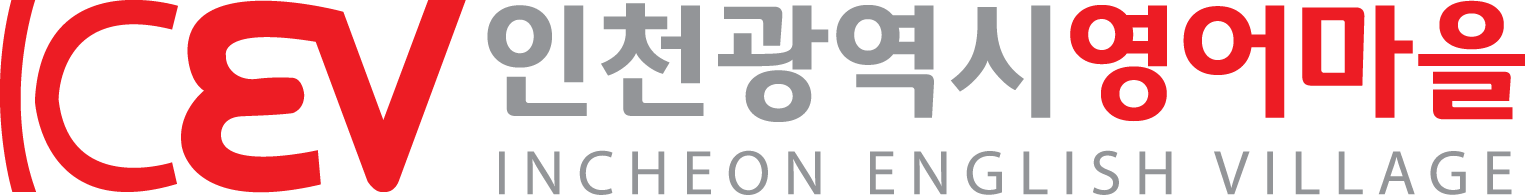
인천영어마을로고

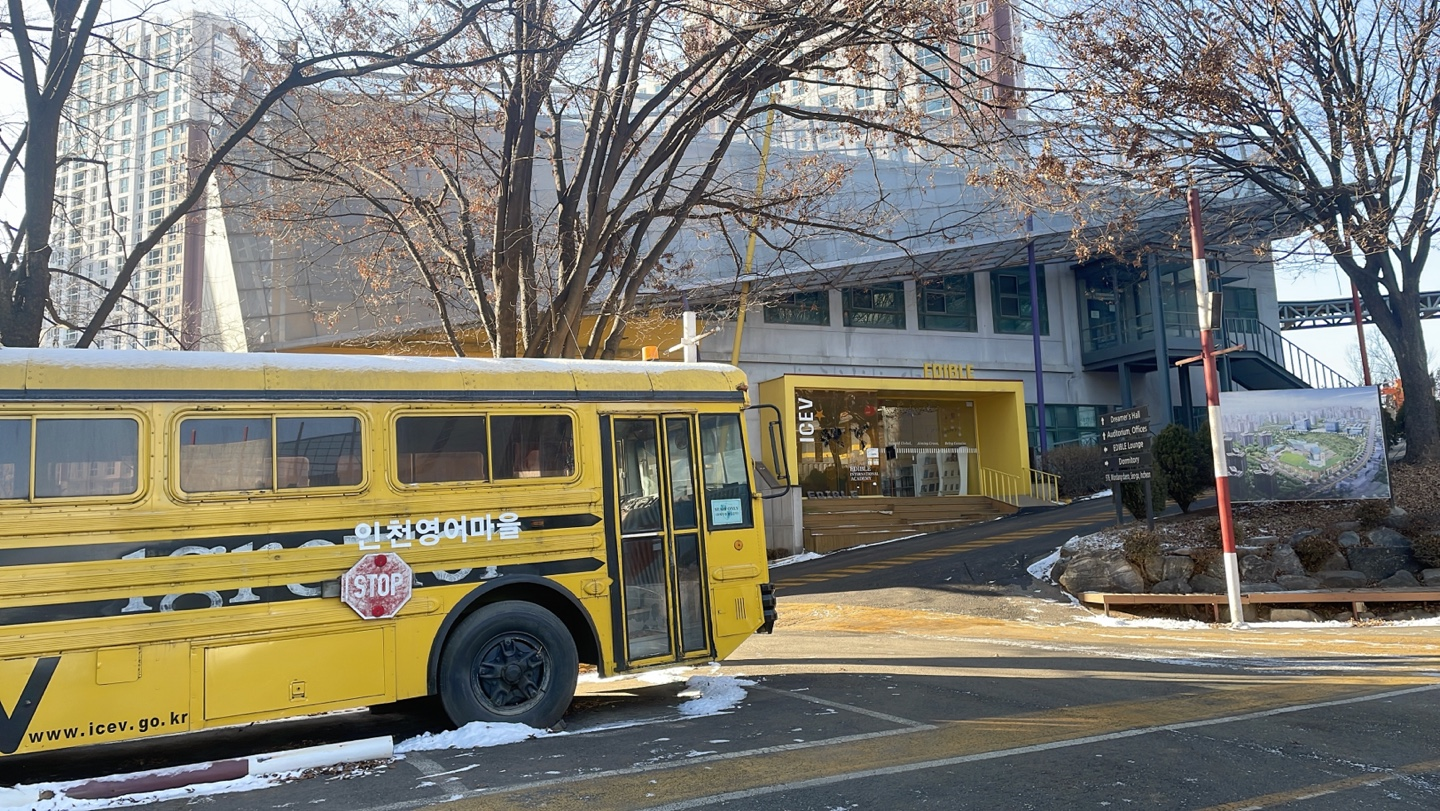
인천영어마을 국제관

## 소개
기존의 주입식 암기위주의 일방적인 영어교육이 아닌 직접 실생활 체험공간을 통하여 실용적인 영어학습능력을 기르고, 인천 시민에게 영어권 국가와 동등한 환경에서의 다양한 영어 체험 학습의 기회를 국내에서 제공함으로써, 시민들의 경제적 부담을 줄이고, 영어교육의 발전을 기여하며, 더 나아가 국제 시민으로서의 경쟁력을 키울 수 있도록 최선을 다하고 있다.
홈페이지 : https://icev.go.kr/
주소 : 인천 서구 원당대로 976 인천영어마을

## 특장점
인천영어마을의 특징 및 강점
체험 (EXPERIENCE)

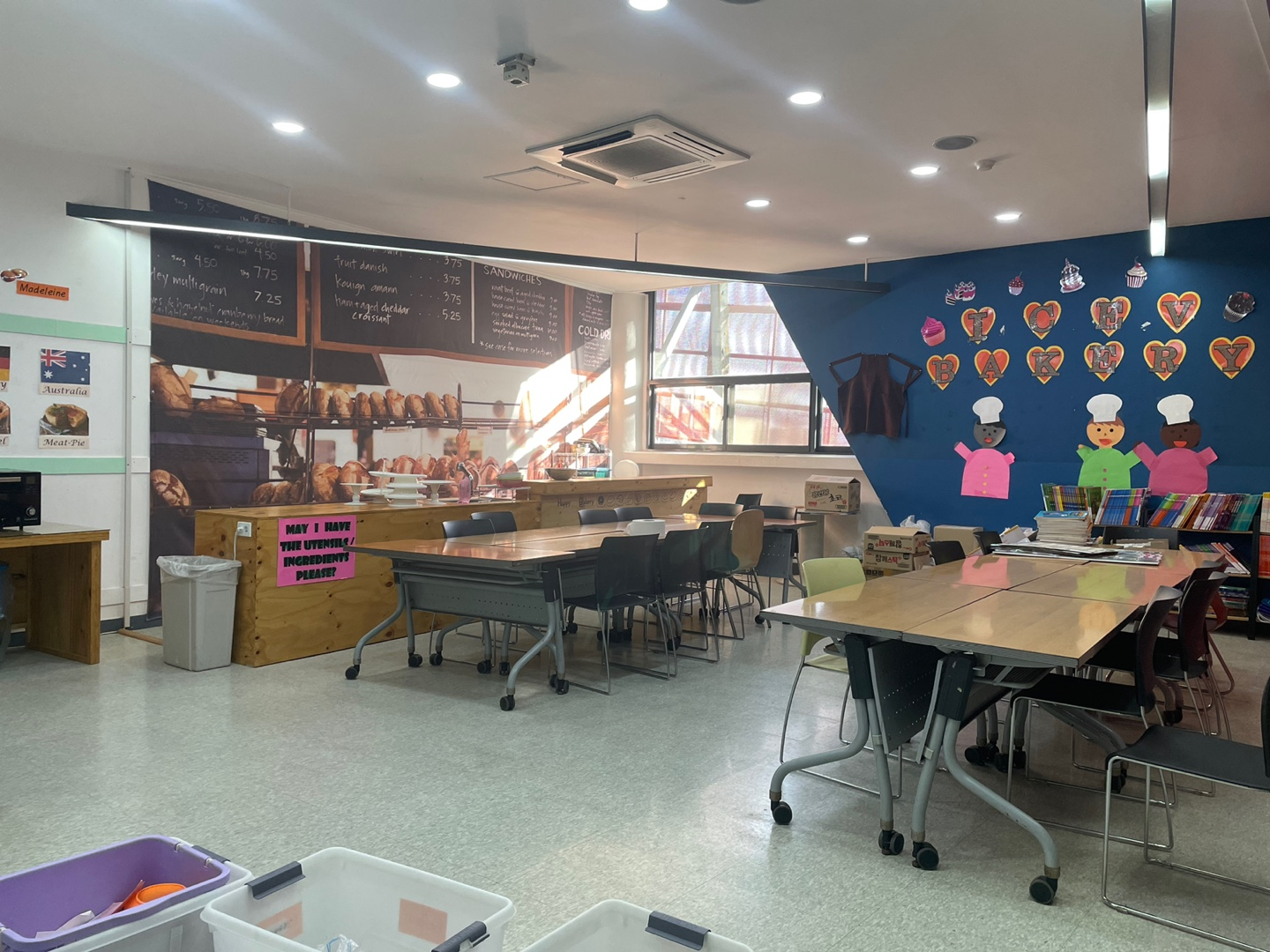
인천영어마을 체험관

실제 외국과 동일한 환경에서 직접 외국 문화와 학생들이 실제 생활에 사용할 수 있는 실용언어 중심 활동을 함으로써, 살아있는 영어 표현을 체험하게 된다.
학습 (LEARNING)
다중인지이론(M이론)에 근거한 프로그램으로 학생들의 다양한 인지능력과 학습 스타일을 고려한 교육을 통하여 적성에 맞고 흥미롭게 영어를 습득할 수 있다.
발전 (DEVELOPING)
체험활동과 더불어 특정 목표 달성을 위해 그룹단위의 프로젝트 수행 및 발표를 통해 자신감과 협동심, 이해심을 키울 수 있게 한다.
활용 (PERFORMING)
원어민과의 의사소통에 목표를 둔 교육을 함으로써, 영어를 친숙하게 여기고 영어학습에 대한 동기유발을 일으키도록 한다.

## 주요 프로그램
[인천시 교육비지원 프로그램]
온라인영어마을,
4박 5일 프로그램
[특성화 프로그램]
창의적 체험활동,
방학캠프,
글로벌영어캠프,
영어경시대회
[주말 프로그램]
주말 유치부 프로그램 Eco Kids,
주말 초등부 프로그램 KITE,
에더블 국제학교 프로그램

## 연혁
2020 
제 13회 인천광역시 영어축제 개최
인천광역시영어마을 류석형 원장 취임
이우영 이사장'인천광역시 시민상' 수상
재단법인 로이교육재단 창립 36주년
2019
인천관광공사와 MOU 체결
2018
인천광역시영어마을 민간위탁 운영기관 재선정
제 12회 인천광역시 영어축제 개최
해남교육지원청과 MOU 체결
한중국제교육원과 MOU 체결
러시아 블라디보스톡 Mobility LLC와 MOU 체결
2017
제 11회 인천광역시 영어축제 개최
러시아 야쿠츠쿠 “I Speak English” 어학센터와 MOU 체결
2016
중국제남국제문화교육센터와 MOU체결
제 10회 인천광역시영어축제 개최
2015
제 9회 인천광역시 영어축제 개최
옹진 섬 외국어교실 사업위탁 기관선정(옹진군청)
2014
제 8회 인천광역시영어축제 개최
2013
제 7회 인천광역시 영어축제 개최
2012
교육기부우수기관 인증(인천광역시 교육청)
국제영어학교(유치부)운영
제 6회 인천광역시 영어축제 개최
2011
인천광역시영어마을 원어민교사 팸투어 진행
 창의적체험활동(C.I.D) 운영
 제 5회 인천광역시 영어축제 개최
2010
인천광역시영어마을 민간위탁 운영기관 재선정
글로벌 영어캠프 운영(러시아, 중국, 일본 대상)
제 4회 인천광역시 영어축제 개최
2009
대통령 봉사 장학생 프로그램(TaLK) 운영
제 3회 인천광역시 영어축제 개최
2008
교육인적자원부 영어 학점 은행제 기관 선정
제 2회 인천광역시 영어축제 개최
2007
공무원연수프로그램 운영
제 1회 인천광역시 영어축제 개최
2006
정규프로그램 운영
국제영어학교(초·중등부) 운영
2005
인천광역시영어마을 민간위탁 운영기관 선정
인천광역시 영어마을 위탁운영 협약 체결
1984
재단법인 로이교육재단 설립